# Joachim Tydichius

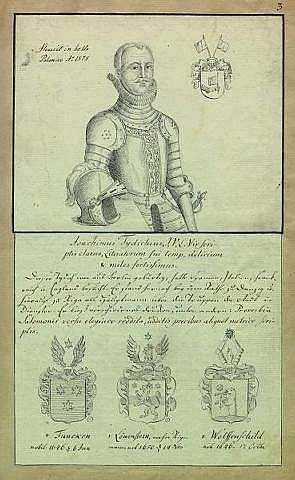
Joachim Tydichius, in Johann Christoph Brotzes Monumenten

Joachim Tydichius (auch Tydich; * um 1545; † nach 1586) war ein deutscher Jurist, Dichter und Offizier.

## Leben
Joachim Tydichius stammte aus Berlin oder dessen Umgebung. 1569 verfasste er ein Gedicht für Johannes Posthius zu dessen Hochzeit in Würzburg. In dieser Zeit studierte er dort wahrscheinlich. 1570 lobte ihn der Jesuit Petrus Canisius für die Verteidigung der katholischen Lehre in einem Brief an den Bischof von Würzburg.
1573 veröffentlichte Joachim Tydichius Texte in Gent und Antwerpen. Dort bezeichnete er sich als poeta laureatus. Er durchreiste wahrscheinlich auch Spanien, Italien, Frankreich und England. 1575 war er Lizentiat beider Rechte (Weltliches Recht und Kirchenrecht).
In diesem Jahr war Tydichius Hauptmann in Danzig für die Stadt im Vorfeld des Danziger Krieges. Seit 1576 war er Hauptmann (capitaneus milies) in Riga. 1577 überbrachte er als Commissair des Herzogs Magnus von Livland ein Drohschreiben an die Stadt Kokenhusen, dass sie sich unterwerfen solle. 1580 war er inhaftiert.
1586 heiratete Tydichius in Riga Margaretha von Wessel. 1602 erschien ein Gedicht von ihm in einem Sammelband, ob er zu dieser Zeit noch lebte, ist unbekannt.

## Schriften
Joachim Tydichius veröffentlichte poetische Texte zu religiösen und historischen Inhalten in lateinischer Sprache, unter anderem die Sprüche Salomos als Distichon. Von ihm sind auch einige Briefe bekannt, so an den brandenburgischen Kanzler Lampert Distelmeyer und den englischen Lord Burghley.
Martin Friedrich Seidel veröffentlichte ein Kupferstichporträt von ihm, das von Johann Christoph Brotze übernommen wurde (Abbildung).